# ゴーラル属
ゴーラル属（ゴーラルぞく、Naemorhedus）は、偶蹄目ウシ科に含まれる属。

## 分布
インド、大韓民国、タイ、中華人民共和国、朝鮮民主主義人民共和国、ネパール、ミャンマー、ロシア南東部

## 形態
尾は短いか中程度で、先端には房状の体毛が伸長する。
眼窩がわずかに突出する。前顎骨は鼻骨に接しない。頭頂部が盛り上がり、頭骨の顔と頭頂部の稜線の間の角度が60°以上に達する。角は後方に向かい、鉤状にならない。眼下部に臭腺（眼下腺）がない。吻端の体毛で被われない裸出した皮膚部（鼻鏡）は大型で、鼻孔より後方に達する。臼歯の数は上顎・下顎共に左右に3本ずつ（上顎・下顎で6本ずつ）。中手骨や中足骨は細長い。蹄の間に臭腺（蹄間腺）がある。
乳頭の数は4個。

## 分類
カモシカ属と形態が類似し近縁と考えられ、本属の方がやや進化した分類群だと考えられていた。2012年に発表されたミトコンドリアDNAのシトクロムbとCOI遺伝子の塩基配列を決定し最大節約法などによる系統解析でも、カモシカ属とは単系統群を形成すると推定されている。
以下の分類・英名は、Grubb（2005）に従う。和名は川田ら（2018）に従う。
- Naemorhedus caudatus オナガゴーラル Long-tailed goral（ゴーラルの亜種とする説もあり[2][5]）
- Naemorhedus baileyi アカゴーラル Red goral（ゴーラルの亜種とする説もあり[2][4]）
- Naemorhedus goral ゴーラル Himalayan goral
- Naemorhedus griseus チュウゴクゴーラル Chinese goral

以前はゴーラルのみで本属を構成していたが、亜種と考えられていたオナガゴーラルやアカゴーラルが形態から別種とされるようになった。2005年の分類ではチュウゴクゴーラルが独立種とされた。一方で2019年にはチュウゴクゴーラルとゴーラルを同種とする説が提唱された。2021年の分子系統学的研究でも狭義のチュウゴクゴーラルとゴーラルを同種とみなしたが、チュウゴクゴーラルの亜種とされていたN. griseus evansiがゴーラルやチュウゴクゴーラルよりもアカゴーラルと近縁であることから独立種N.  evansiとし、アカゴーラルをN. baileyiとN. cranbrookiの2種に分割する説も提唱されている。狭義のチュウゴクゴーラルを独立種として認める場合、本属は最大6種に分類される。
なお、日本列島においては鹿間時夫が栃木県葛生町から出土した後期更新世の化石を Naemorhedus nikitini として報告したが、後の調査でカモシカ属（ニキチンカモシカ）として再分類されている。

## 生態
食性は植物食で、草、木の葉、果実などを食べる。
繁殖形態は胎生。1回に1頭（まれに2頭）の幼獣を産むと考えられている。

## 人間との関係
生息地では食用とされたり毛皮が利用され、内臓が薬用になると信じられている。
伐採・造林・焼畑による生息地の破壊、食用や薬用、毛皮用の乱獲などにより生息数が減少している種もいる。